# Boeing C-135 Stratolifter
Boeing C-135 Stratolifter (с англ. — «Стратосферный грузовоз», заводское обозначение модели — 717) — транспортный самолёт, созданный в начале 1950-х годов корпорацией Boeing на базе опытного Boeing 367-80 (послужил также прототипом пассажирского Boeing 707). От пассажирского B707 отличается укороченным и более узким фюзеляжем, фактически являясь транспортной версией воздушного танкера Boeing KC-135 Stratotanker; в отличие от последнего, широкого распространения не получил. C-135 и его модификации преимущественно эксплуатируются в американских и французских ВВС. Не стоит путать с Boeing C-137 Stratoliner (создан на базе Boeing 707).

## История

### Проектирование

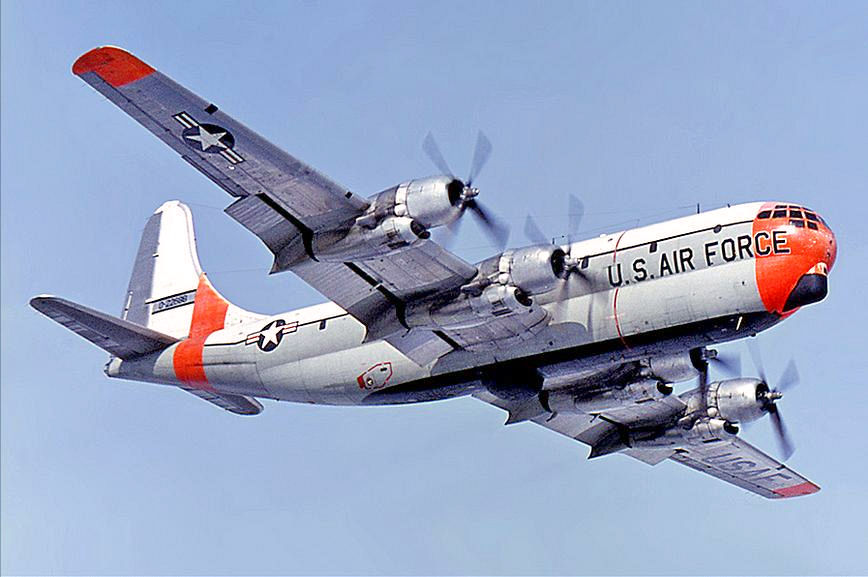
KC-97G Stratofreighter

В 1953 году в армию США стали поступать на вооружение реактивные бомбардировщики B-47Е Stratojet, которые позволяли выполнять дозаправку в воздухе, что увеличивало их радиус действия. Однако следом встала проблема — воздушные танкеры KC-97 Stratofreighter с поршневыми двигателями оказались для этих самолётов тихоходными, что значительно осложняло выполнение дозаправки; требовались новые танкеры, оборудованные реактивными двигателями и развивающие более высокие скорости. Тогда компания Boeing предложила проект такого заправщика, выполненного на базе прототипа Boeing 367-80, но комиссия от ВВС этот проект сперва забраковала. Однако позже военным всё-таки пришлось принять предложение от Boeing, так как её прототип уже летал, тогда как у конкурентов проекты были лишь на бумаге. Тогда 5 октября 1954 года был подписан контракт на 50 новых самолётов. Новый самолёт создавался сразу в двух вариантах: транспортный C-135 (англ. Cargo aircraft — транспортный самолёт, модель 135) и топливозаправщик KC-135 (англ. Kerosene tanker — топливозаправщик).
Фюзеляж прототипа имел фюзеляж диаметром 3353 мм, но для модели 707 его увеличили до 3658 мм, что позволяло увеличить число сидений в ряду с 5 до 6. На военных самолётах был применён фюзеляж такого же диаметра, что должно было в перспективе упростить производство. Однако позже, по требованию заказчика — компании American Airlines, у модели 707 диаметр фюзеляжа был увеличен до 3759 мм — на 1 дюйм больше, чем у Douglas DC-8 (в итоге однако привело к задержке производства). Так как военный C-135/KC-135 теперь сильно отличался от гражданского, компания Boeing присвоила ему новое внутреннее обозначение — 717 (не путать с одноимённой моделью, созданной в 1990-х годах).

### Прототипы
20 июля 1956 года завод в Рентоне (штат Вашингтон) выпустил сразу первый серийный КС-135А (модель 717-100А, бортовой номер — 55-3118, заводской — 17234), который получил имя The City of Renton (рус. Город Рентон) и оказался на 3454 мм длиннее прототипа. Хотя новый самолёт был топливозаправщиком, запас топлива хранился в нижней части фюзеляжа, а над баками была просторная палуба, что также позволяло перевозить грузы или людей, для чего сбоку фюзеляжа была предусмотрена большая грузовая дверь. 31 августа 1956 года лётчик-испытатель Элвин Джонстон впервые поднял KC-135 в воздух. Впоследствии завод Boeing построил более семи сотен KC-135, которые на долгие десятилетия стали основой воздушного заправочного флота армии США.
В 1961 году были выпущены три транспортных самолёта, которые получили обозначение C-135A (борты 60-0356, 60-0357 и 60-0362), но фактически являлись KC-135A без заправочной штанги, хотя при этом сохранили её крепление и место оператора заправки. Данные самолёты получили прозвище C-135 False, чтобы избежать путаницы с оригинальными C-135. 19 мая 1961 года борт 60-0356 совершил первый полёт, а 8 июня поступил к военным.

### C-135A

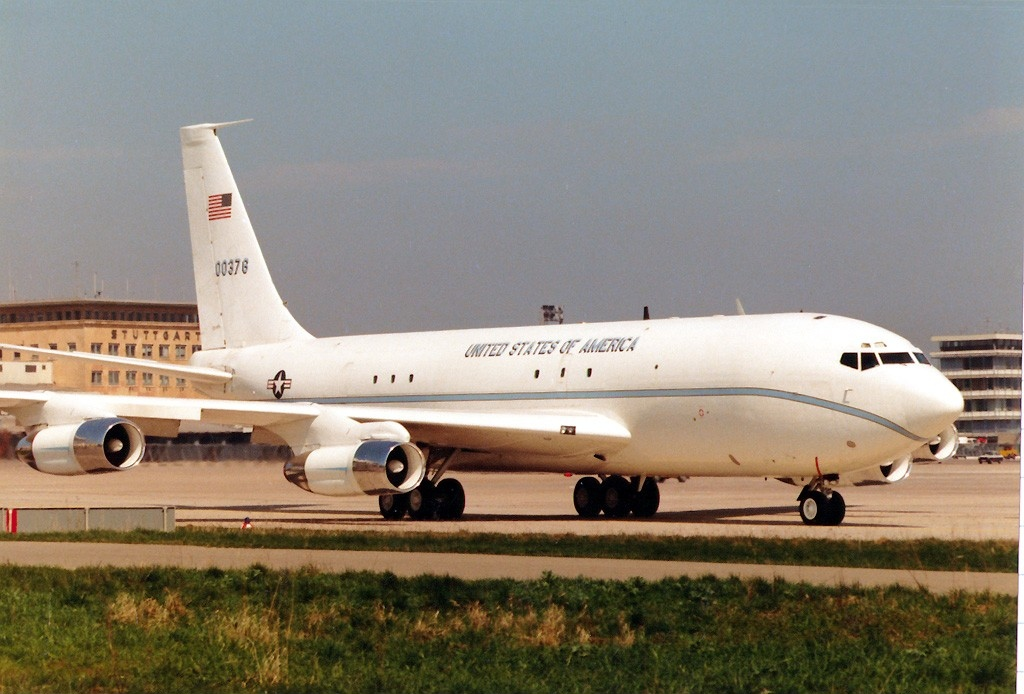
C-135E (1988 год)

14 июля 1961 года завод в Рентоне выпустил первый оригинальный C-135 (модель 717—157) — борт 60-0369 (заводской номер — 18144, серийный — C3001). В отличие от KC-135, его транспортный «брат» уже не нёс оборудование для дозаправки в воздухе, вместо заправочной штанги имея теперь трубку для аварийного слива топлива, но обтекатель кабины оператора заправки всё-таки оставили, чтобы не перепроектировать фюзеляж. Также у C-135 был усилен пол грузовой кабины и увеличен объём грузовой кабины, а при перевозке личного состава пассажировместимость могла достигать 176 мест, что привело к необходимости установки дополнительного туалета. Самолёт имел четыре турбореактивных двигателя Pratt & Whitney J57P-59W (сила тяги 6240 кг у каждого), которые не были оборудованы реверсом. Не считая разницы в диаметрах фюзеляжа, C-135A оказался близок по размерам пассажирскому B720, причём последний изначально также имел обозначение модели 717.
Всего было построено 15 самолётов C-135A (борты 60-0369 — 60-0378, 61-0326 — 61-0330), которые поступили в американские ВВС; впоследствии многие из-них были переделаны в различные варианты: летающие лаборатории, разведчики, воздушные командные пункты и так далее. Столь малое количество объяснялось тем, что военные рассматривали этот самолёт как временную замену более крупному C-141 Starlifter, который должен был поступить в армию в течение ближайших лет. В 1982—1983 годы три C-135A (борты 60-0372, 60-0375 и 60-0376) подверглись модернизации, в ходе которой на них установили хвостовое оперение увеличенной площади (как на модели 707-300), а также более мощные двигатели Pratt & Whitney TF33-PW-102 (были сняты с отставленных от эксплуатации и выкупленных военными Boeing 707), в связи с чем обозначение сменилось на С-135E.

### C-135B

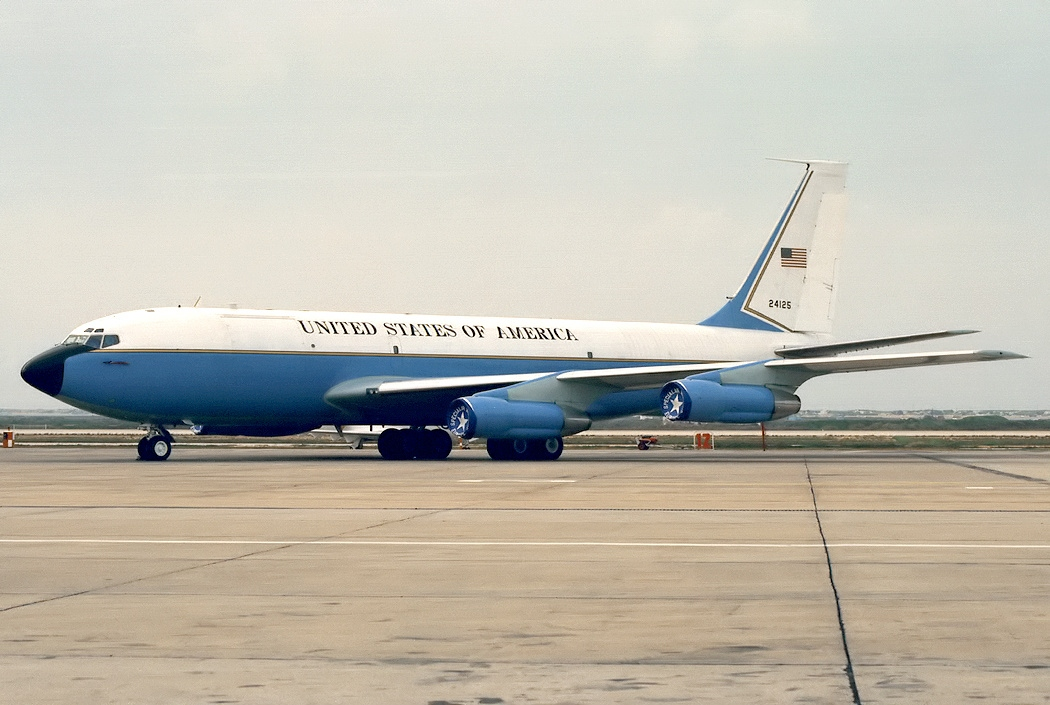
VC-135B

15 февраля 1962 года в небо поднялся борт 61-0331 (заводской номер — 18238, серийный — 3016), который стал первым представителем C-135B (модель 717—158). Новая модель отличалась от предыдущей увеличенной площадью хвостового оперения и применением двигателей Pratt & Whitney TF33-P-5 (сила тяги 8160 кг у каждого). Всего за 1962 год было построено 30 самолётов данной модели (борты 61-0331, 61-0332, 61-2662 — 61-2674, 62-4125 — 62-4139), 10 из которых позже были переделаны в версию WC-135 Constant Phoenix для изучения загрязнения атмосферы при ядерных испытаниях. Также 5 самолётов были переоборудованы в салоны VC-135B для перевозки ВИП-персон, при этом на них была нанесена сине-белая ливрея, аналогичная президентскому VC-137; в период президентства Джимми Картера, с целью экономии средств, эти самолёты были переделаны обратно в транспортные.
Три самолёта WC-135 впоследствии были переделаны обратно в транспортные, при этом им присвоили обозначение C-135C.

### C-135F

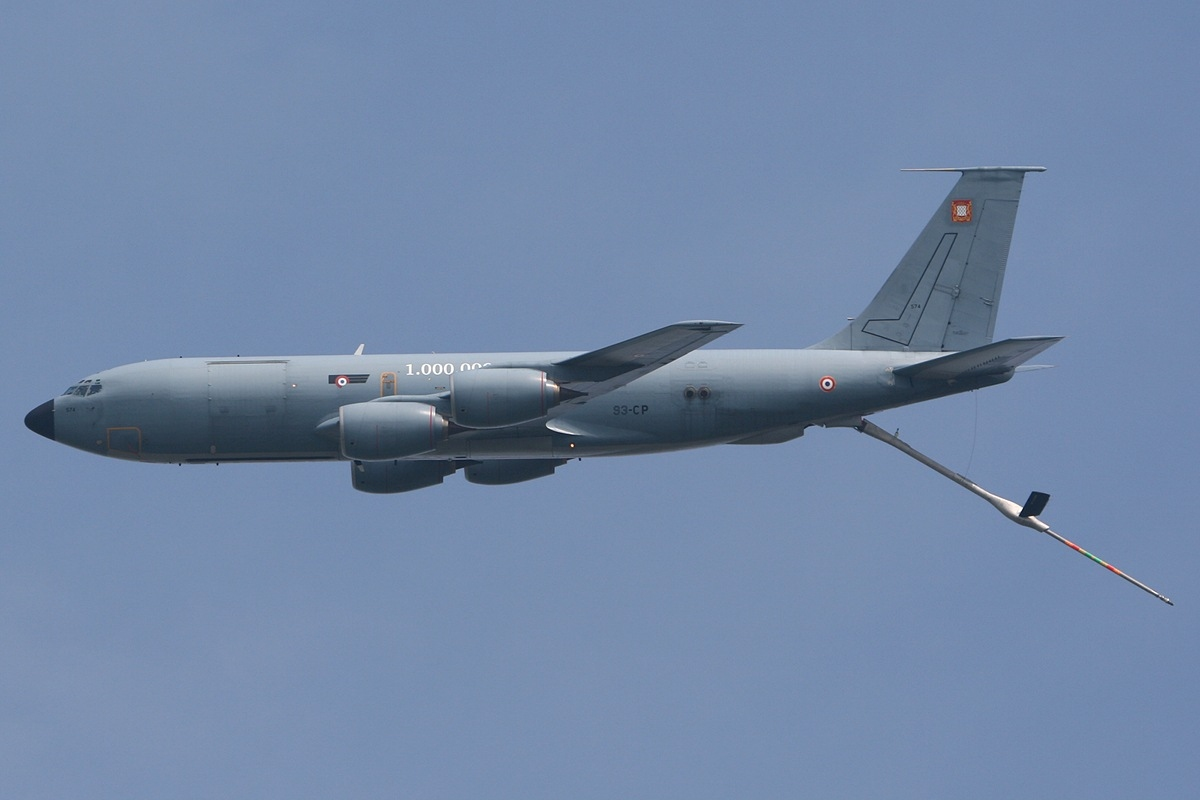
C-135FR с выпущенной заправочной штангой

В 1964 году завод Boeing построил 12 самолётов (заводские номера 18679—18684 и 18695—18700, серийные — C2001—C2012, первоначальные бортовые номера — 63-8470—63-8475 и 63-12735—63-12740 соответственно), которые получили обозначение C-135F и были проданы французским ВВС. Строго говоря, эти самолёты фактически являлись KC-135A (модель 717—146), но буква K в обозначении была опущена, так как самолёты по умолчанию считались заправщиками, а индекс F означает, что самолёты предназначались для поставки во Францию (англ. France). Во французской армии эти самолёты использовались по назначению для дозаправки истребителей и фронтовых бомбардировщиков, но часть позже была использована в качестве летающих лабораторий и разведчиков. В 1985—1987 годы 11 самолётов C-135F (кроме разбившегося в 1972 году борта 38743) были направлены в Канзас, где в Уичито их подвергли модернизации (англ. Re-engined), в ходе которой были поставлены новые двигатели CFM International F108-CF-100, которые отличались большей силой тяги и при этом меньшим шумом. Модернизированные самолёты получили обозначение C-135FR.

### C-135K
Данное обозначение было присвоено переделанному в транспортный самолёт бывшему EC-135K (воздушный командный пункт), который в свою очередь был создан путём переделки заправщика KC-135A.

## Происшествия
| Дата                 | Бортовой номер | Место происшествия       | Жертвы  | Описание |
| -------------------- | -------------- | ------------------------ | ------- | --- |
| 23 октября 1962 года | 62-4136        | Гуантанамо               | 7/7     | Во время Карибского кризиса самолёт перевозил боеприпасы на заблокированную кубинцами базу, но разбился при заходе на посадку |
| 11 мая 1964 года     | 61-0332        | Кларк                    | 1+79/84 | При заходе на посадку в СМУ зацепил радиомаяк и упал на землю, сбив автомобиль.                                               |
| 25 июня 1965 года    | 60-0373        | Санта-Ана, близ Эль-Торо | 84/84   | После взлёта экипаж нарушил схему выхода из зоны и через 5 километров врезался в гору (подробнее…).                           |
| 1 июня 1972 года     | 38743          | Хао                      | 6/6     | При взлёте упал в море после отказа двигателя; самолёт занимался сбором данных в ходе ядерных испытаний на Муруроа            |